# ميما زافولي
ميما زافولي (من مواليد 13 فبراير 1963) هي سياسية من سان مارينو تم انتخابها نقيبًا في مارينو وخدمت جنبًا إلى جنب مع فانيسا دامبروسيو من 1 أبريل حتى 1 أكتوبر 2017.
تم انتخابها لعضوية المجلس العام في عام 2012. تم تعيينها لرئاسة لجنة الشؤون الداخلية وعضو لجنة شؤون العدل. كما تم تعيينها في مجلس الإثني عشر والمجموعة الوطنية للاتحاد البرلماني الدولي. لديها دبلوم من كلية العلوم ودبلوم مساعد المجتمع الطفولي. في عام 1998 حصلت على تخرج صغير لمؤهلات التدريس. بدأت حياتها المهنية عام 1981 وعملت في روضة الأطفال. الآن تعمل مفتشة للعمل. كانت أيضًا ناشطة في الفترة من 1977 إلى 1989 في حزب سامارينيني المسيحي الديمقراطي.